# Clypeodytes meridionalis
Clypeodytes meridionalis is een keversoort uit de familie waterroofkevers (Dytiscidae). De wetenschappelijke naam van de soort is voor het eerst geldig gepubliceerd in 1895 door Régimbart.
De diersoort komt voor in Zimbabwe.